# Бисгар, Мортен
Мортен Бисгар (дат. Morten Bisgaard; род. 25 июня 1974, Раннерс, Орхус) — датский футболист, полузащитник известный по выступлениям за «Оденсе», «Дерби Каунти» и сборную Дании. Участник чемпионата Европы 2000 года. Сейчас работает на датском канале спортивным комментатором и экспертом.

## Клубная карьера
Бисгар начал свою карьеру в клубе второго дивизиона «Раннерс Фрей». В 1992 году он перешёл в «Оденсе», но первые два сезона провёл в аренде в «Фрее» и «Виборге». В 1993 году Мортен вернулся в «Оденсе». Он был частью команды, которая дошла до четвертьфинала Кубка УЕФА. Во втором матче 1/8 финала против мадридского «Реала», Бисгар забил мяч на 90-й минуте и обеспечил команде сенсационную победу 4-3 по сумме двух матчей. В сезоне 1996/1997 он забил 16 мячей в 33 матчах и был вызван в национальную команду.
Летом 1998 года Мортен перешёл в итальянский «Удинезе». После уверенной игры в Серии А в сезоне 1999/2000 он полпал в заявку на Евро-2000. В том же году Бисгар выиграл с командой - Кубок Интертото. В 2001 году он вернулся в Данию, заключив контракт с «Копенгагеном». В составе новой команды Бисгар дважды выиграл Суперлигу, а также завоевал Кубок Дании. Летом 2004 он перешёл в английский «Дерби Каунти», выступающий в Чемпионшипе. За команду Бисгар сыграл 104 матча и забил 10 мячей. В 2005 году он потерял место в основе. По окончании контракта Мортен вернулся в «Оденсе», где и закончил карьеру в 2009 году.

## Международная карьера
В августе 1996 года в матче против сборной Швеции Бисгар дебютировал за сборную Дании. В 2000 году Мортен принял участие в чемпионате Европы в Бельгии и Нидерландах. На турнире он поехал в качестве основного футболиста и сыграл в двух матчах против сборных Франции и Нидерландов. 2 сентября 2000 года в отборочном матче Чемпионата Мира 2002 против сборной Исландии Бисгар забил свой первый и единственный гол за национальную команду.

### Голы за сборную Дании
| #   | Дата            | Место               | Противник | Счёт | Результат | Соревнование                           |
| --- | --------------- | ------------------- | --------- | ---- | --------- | -------------------------------------- |
| 01. | 2 сентября 2000 | Рейкьявик, Исландия | Исландия  | 1:2  | 1:2       | Чемпионата мира 2002 отборочный турнир |

## Достижения
Командные
«Удинезе»
- Обладатель Кубка Интертото — 2000

«Копенгаген»
- Чемпионат Дании по футболу — 2002/03, 2003/04
- Обладатель Кубка Дании — 2004